# Rozino
Rozino (bulgariska: Розино) är ett distrikt i Bulgarien.   Det ligger i kommunen Obsjtina Karlovo och regionen Plovdiv, i den centrala delen av landet, 100 km öster om huvudstaden Sofia.
Trakten runt Rozino består till största delen av jordbruksmark. Runt Rozino är det ganska tätbefolkat, med 58 invånare per kvadratkilometer.